# J Henry Fair
J Henry Fair is een Amerikaanse fotograaf, milieuactivist en met Hélène Grimaud oprichter van Wolf Conservation Center in South Salem.
Fairs fotoproject Industrial Scars toont in vogelperspectief de gevolgen van de industrie op het landschap. In de expositie Abstraction of Destruction toont hij milieuvervuiling in kleurrijke, abstracte luchtfoto's. De expositie werd op 12 maart 2011 in Amsterdam geopend.